# Miroslav Spalajković
 (février 2021).
Si vous disposez d'ouvrages ou d'articles de référence ou si vous connaissez des sites web de qualité traitant du thème abordé ici, merci de compléter l'article en donnant les références utiles à sa vérifiabilité et en les liant à la section « Notes et références ».
Miroslav Spalajković (né le 18 avril 1869 à Kragujevac et mort le 4 février 1951 à Sèvres) est un diplomate, ministre plénipotentiaire de Serbie à Saint-Pétersbourg. Il joue un rôle important lors de la crise de juillet 1914 qui aboutit au déclenchement de la Première Guerre mondiale. 
Juriste de formation, il obtient son doctorat à Paris en 1898, avec une thèse sur le statut international de la Bosnie-Herzégovine sous l'occupation austro-hongroise. Il entre au service de la diplomatie serbe à partir de 1900.
Après la Première Guerre mondiale, il est nommé en 1922 ambassadeur du royaume des Serbes, Croates et Slovènes en France et il reste en poste à Paris jusqu'en 1935.